# Kim Iljop
Kim Iljop (hangul: 김일엽; handzsa: 金一葉, 1896. április 28. – 1971. február 1.) volt koreai buddhista szerzetes, író, költő és feminista, liberális aktivista. Valódi neve Kim Vondzsu (김원주; 金元周).